# Skuibakken
Der Skuibakken ist eine Skisprungschanze der Kategorie K 110 in Skui in der norwegischen Kommune Bærum, welche 1928 erbaut wurde und seit 1996 außer Betrieb ist. In der Nähe von ihr sind noch Schanzen der Kategorie K40, K24 und K12. Diese Schanzen werden heutzutage noch genutzt.

## Geschichte
Der nordische Skisport hat in Bærum eine große Tradition, welche bis ins Jahr 1868 zurückreicht. Die Tradition des Skispringens beginnt in Bærum im Jahr 1928,  als der Skuibakken gebaut wurde. Am 18. März 1928 wurde der Skuibakken eröffnet. Zehn Jahre nach der Eröffnung fand der erste große Umbau statt. Zur Wiedereröffnung der Schanze kamen 14.000 Zuschauer.
Der zweite große Umbau erfolgte 1949 ein Jahr vor der Norwegischen Meisterschaft 1950, welche auf den Skuibakken ausgetragen wurde. Ende der 1950er Jahre kamen Pläne auf, den Skuibakken zu einer Skiflugschanzen umzubauen. Diese wurden aber verworfen und stattdessen fand 1962 der letzte große Umbau statt. Bei diesem Umbau wurde die Skuischanze zu einer Großschanze umgebaut. Drei Jahre nach dem Umbau fanden in Bærum die nächsten Norwegischen Meisterschaften statt. Auch in den Jahren 1968, 1971, 1975, 1979, 1985 und 1991 fanden die Norwegischen Meisterschaften auf den Skuibakken statt.
1981 und 1983 veranstaltete der internationale Skiverband FIS zwei Weltcup-Springen auf den Skuibakken. Das erste konnte der Kanadier Horst Bulau gewinnen und das zweite der Österreicher Armin Kogler. In der Saison 1988/1989 sollte nochmals ein Weltcup springen auf dem Skuibakken ausgetragen werden. Dieses musste aber wegen Schneemangels abgesagt werden. Im Jahr 1991 verlor die Schanze ihr FIS-Zertifikat, wodurch keine internationalen Springen mehr auf der Schanze veranstaltet werden durften. Nachdem Verlust des FIS-Zertifikates wurde der Sprungbetrieb auf dem Skuibakken langsam eingestellt und schließlich wurde das letzte Springen 1996 veranstaltet, bei welchem der Schanzenrekord von 122 m vom Norweger Pål Hansen aufgestellt wurde.

## Internationale Wettbewerbe
Genannt werden alle von der FIS organisierten Sprungwettbewerbe
| Datum         | Kategorie | Schanze | 1. Platz                          | 2. Platz                          | 3. Platz                          |
| ------------- | --------- | ------- | --------------------------------- | --------------------------------- | --------------------------------- |
| 17. März 1981 | Weltcup   | HS140   | Horst Bulau                       | Armin Kogler                      | Roger Ruud                        |
| 11. März 1983 | Weltcup   | HS140   | Armin Kogler                      | Olav Hansson                      | Horst Bulau                       |
| 2. März 1989  | Weltcup   | HS140   | Wettkampf abgesagt (Schneemangel) | Wettkampf abgesagt (Schneemangel) | Wettkampf abgesagt (Schneemangel) |